# Richard Burckardt
Richard Burckardt (* 23. Juli 1901 in Schlebusch; † 14. November 1981 in Solingen) war ein deutscher Unternehmer und Politiker (FDP).

## Leben
Nach dem Besuch der Volksschule und des Realgymnasiums in Opladen absolvierte Burckardt von 1918 bis 1921 eine kaufmännische Ausbildung in einem Bandeisenwalzwerk und einer Façonschmiede. Anschließend arbeitete er als Angestellter im Stahl- und Metallhandel. 1927 wurde er Teilhaber einer Gesenkschmiede für Schneidwaren, Werkzeuge und Fahrzeugteile in Solingen. Außerdem war er Mitglied in verschiedenen Wirtschaftsverbänden der metallverarbeitenden Industrie.
Während der Zeit der Weimarer Republik war Burckardt von 1919 bis 1933 Mitglied der DVP. Am 26. März 1940 beantragte er die Aufnahme in die NSDAP und wurde zum 1. April desselben Jahres aufgenommen (Mitgliedsnummer 7.970.632). Nach dem Zweiten Weltkrieg wurde er Mitglied der FDP. Seit 1960 war er Vorsitzender des FDP-Kreisverbands Solingen.
Burckardt wurde 1952 in den Rat der Stadt Solingen gewählt und war von 1952 bis 1961 Mitglied der Landschaftsversammlung Rheinland. Bei der Bundestagswahl 1961 zog er über die Landesliste Nordrhein-Westfalen in den Bundestag ein, dem er bis 1965 angehörte. Von 1963 bis 1965 war er stellvertretender Vorsitzender des Bundestagsausschusses für Außenhandel.
Burckardt amtierte seit 1961 als Bürgermeister der Stadt Solingen.
1971 wurde ihm der Ehrenring der Stadt Solingen verliehen.